# Senon
Pour l’article ayant un titre homophone, voir Cenon (homonymie).
Senon est une commune française située dans le département de la Meuse, en région Grand Est.
Ses habitants sont appelés les Senonais.

## Géographie

### Localisation
Senon est située dans la région Lorraine, au nord-est du département de la Meuse. La commune appartient au canton de Spincourt et à la communauté de communes de Damvillers Spincourt.
La commune se trouve à 6 km au sud du chef-lieu du canton, Spincourt, à 22,3 km au nord-est de Verdun, à 66 km au nord-est de la ville préfecture, Bar-le-Duc, et à 244,4 km au nord-est de la capitale, Paris.

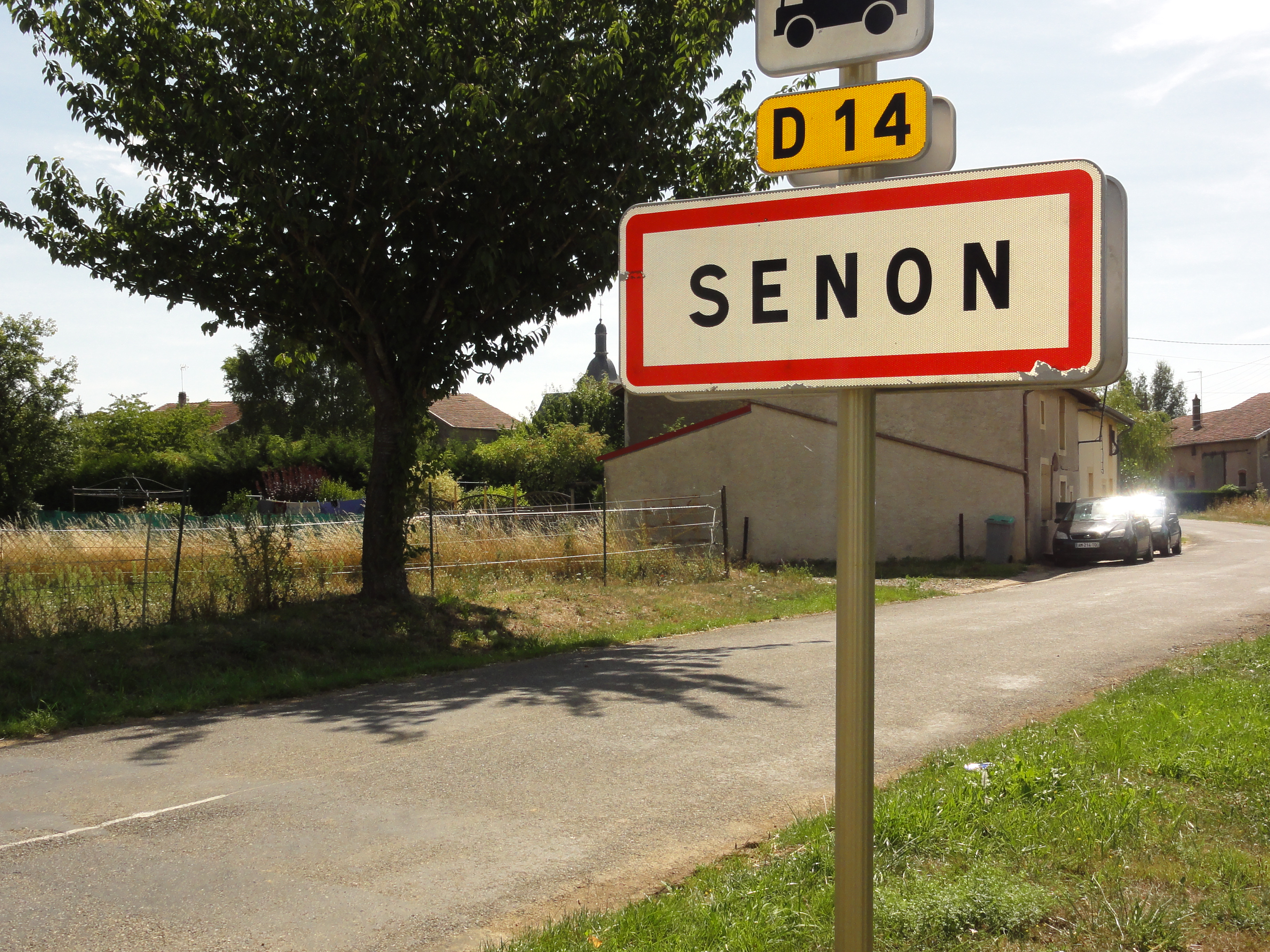
Entrée de Senon.
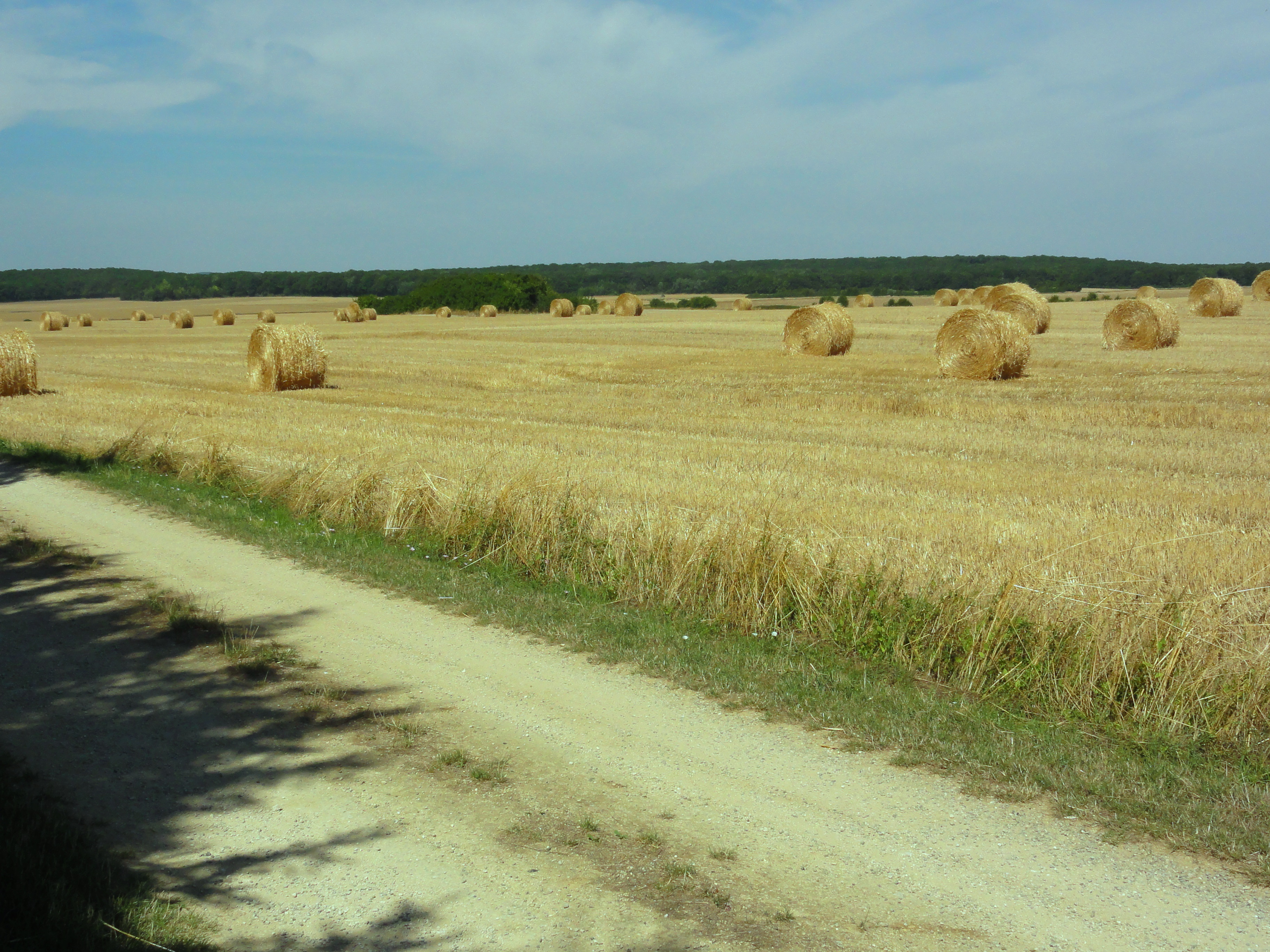
Paysage.

### Communes limitrophes
| Loison  | Vaudoncourt   | Gouraincourt     |
|         | Senon         | Éton             |
| Gincrey | Foameix-Ornel | Amel-sur-l'Étang |

### Hydrographie

#### Réseau hydrographique
La commune est traversée par la ligne de partage des eaux entre les bassins versants du Rhin et de la Meuse au sein du bassin Rhin-Meuse. Elle est drainée par l'Orne, le ruisseau le Sorel, le ruisseau du Moulin, le ruisseau de l'Étang de Naumoncel et le ruisseau de Russe,.
L'Orne, d'une longueur de 86 km, prend sa source dans la commune de Ornes et se jette  dans la Moselle à Richemont, après avoir traversé 25 communes. 

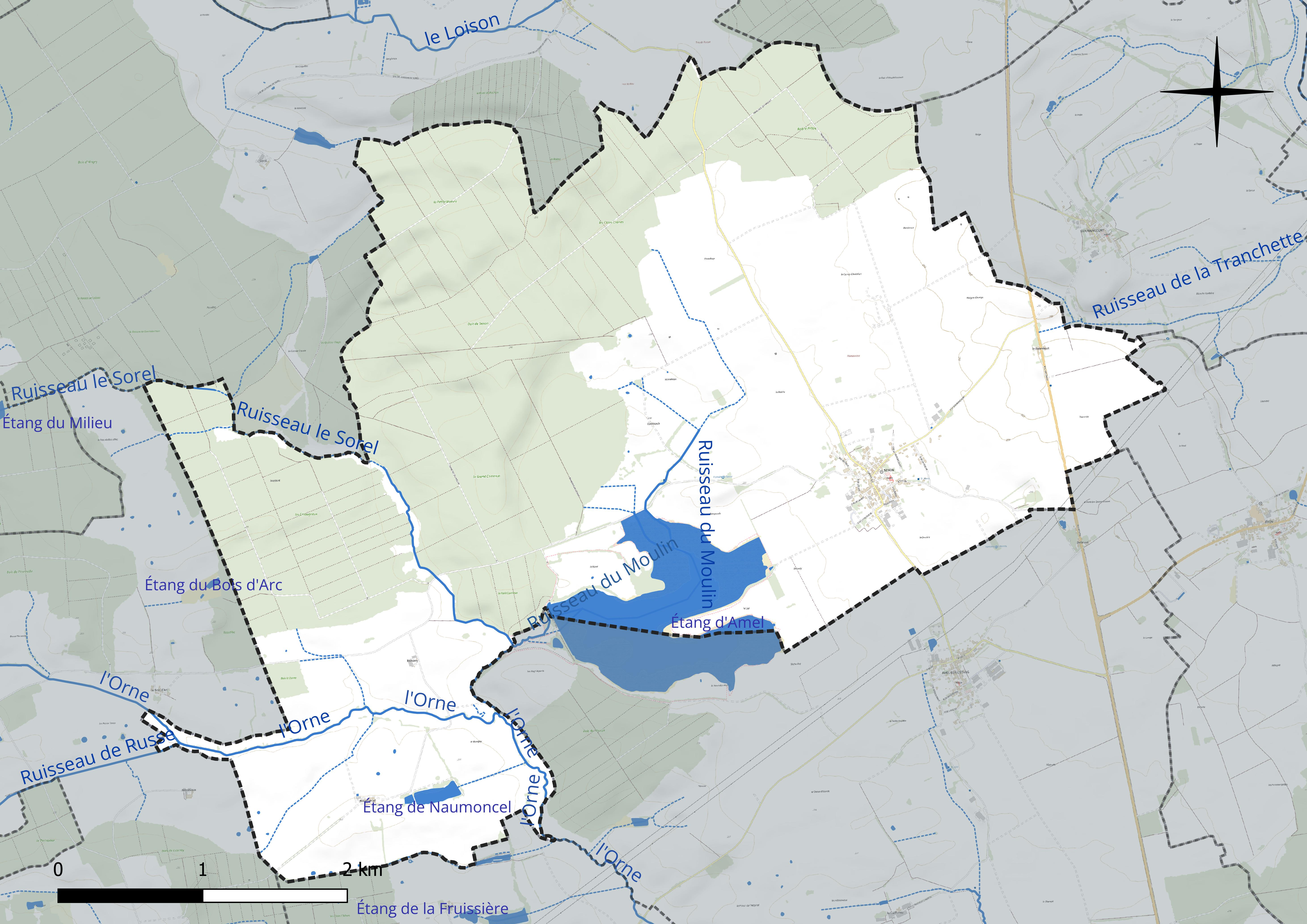
Réseau hydrographique de Senon.

Deux plans d'eau complètent le réseau hydrographique : l'étang d'Amel, d'une superficie totale de 108,3 ha (61,4 ha sur la commune) et l'étang de Naumoncel (2,9 ha),.

#### Gestion et qualité des eaux
Le territoire communal est couvert par le schéma d'aménagement et de gestion des eaux (SAGE) « Bassin ferrifère ». Ce document de planification concerne le périmètre des anciennes galeries des mines de fer, des aquifères et des bassins versants hydrographiques associés qui s’étend sur 2 418 km2. Les bassins versants concernés sont celui de la Chiers en amont de la confluence avec l'Othain, et ses affluents (la Crusnes, la Pienne, l'Othain), celui de l'Orne et ses affluents et celui de la Fensch, le Veymerange, la Kiesel et les parties françaises du bassin versant de l'Alzette et de ses affluents (Kaylbach, ruisseau de Volmerange). Il a été approuvé le 27 mars 2015. La structure porteuse de l'élaboration et de la mise en œuvre est la région Grand Est. 
La qualité des cours d’eau peut être consultée sur un site dédié géré par les agences de l’eau et l’Agence française pour la biodiversité. 

### Climat
Pour des articles plus généraux, voir Climat du Grand Est et Climat de la Meuse.
En 2010, le climat de la commune est de type climat des marges montargnardes, selon une étude du Centre national de la recherche scientifique s'appuyant sur une série de données couvrant la période 1971-2000. En 2020, Météo-France publie une typologie des climats de la France métropolitaine dans laquelle la commune est dans une zone de transition entre le climat océanique altéré et le climat océanique altéré et est dans la région climatique  Lorraine, plateau de Langres, Morvan, caractérisée par un hiver rude (1,5 °C), des vents modérés et des brouillards fréquents en automne et hiver. 
Pour la période 1971-2000, la température annuelle moyenne est de 9,7 °C, avec une amplitude thermique annuelle de 16,2 °C. Le cumul annuel moyen de précipitations est de 929 mm, avec 13,5 jours de précipitations en janvier et 9,5 jours en juillet. Pour la période 1991-2020, la température moyenne annuelle observée sur la station météorologique de Météo-France la plus proche, « Rouvres-en-woevre », sur la commune de Rouvres-en-Woëvre à 8 km à vol d'oiseau, est de 10,8 °C et le cumul annuel moyen de précipitations est de 668,3 mm. 
La température maximale relevée sur cette station est de 40,2 °C, atteinte le 24 juillet 2019 ; la température minimale est de −15,4 °C, atteinte le 7 février 2012,,. 
Les paramètres climatiques de la commune ont été estimés pour le milieu du siècle (2041-2070) selon différents scénarios d'émission de gaz à effet de serre à partir des nouvelles projections climatiques de référence DRIAS-2020. Ils sont consultables sur un site dédié publié par Météo-France en novembre 2022.

## Urbanisme

### Typologie
Au 1er janvier 2024, Senon est catégorisée commune rurale à habitat dispersé, selon la nouvelle grille communale de densité à sept niveaux définie par l'Insee en 2022.
Elle est située hors unité urbaine et hors attraction des villes,.

### Occupation des sols
L'occupation des sols de la commune, telle qu'elle ressort de la base de données européenne d’occupation biophysique des sols Corine Land Cover (CLC), est marquée par l'importance des territoires agricoles (53,5 % en 2018), une proportion sensiblement équivalente à celle de 1990 (53,9 %). La répartition détaillée en 2018 est la suivante : 
terres arables (41,2 %), forêts (41,1 %), prairies (12,2 %), zones urbanisées (2 %), eaux continentales (1,9 %), zones humides intérieures (1,5 %), zones agricoles hétérogènes (0,2 %). L'évolution de l’occupation des sols de la commune et de ses infrastructures peut être observée sur les différentes représentations cartographiques du territoire : la carte de Cassini (XVIIIe siècle), la carte d'état-major (1820-1866) et les cartes ou photos aériennes de l'IGN pour la période actuelle (1950 à aujourd'hui).

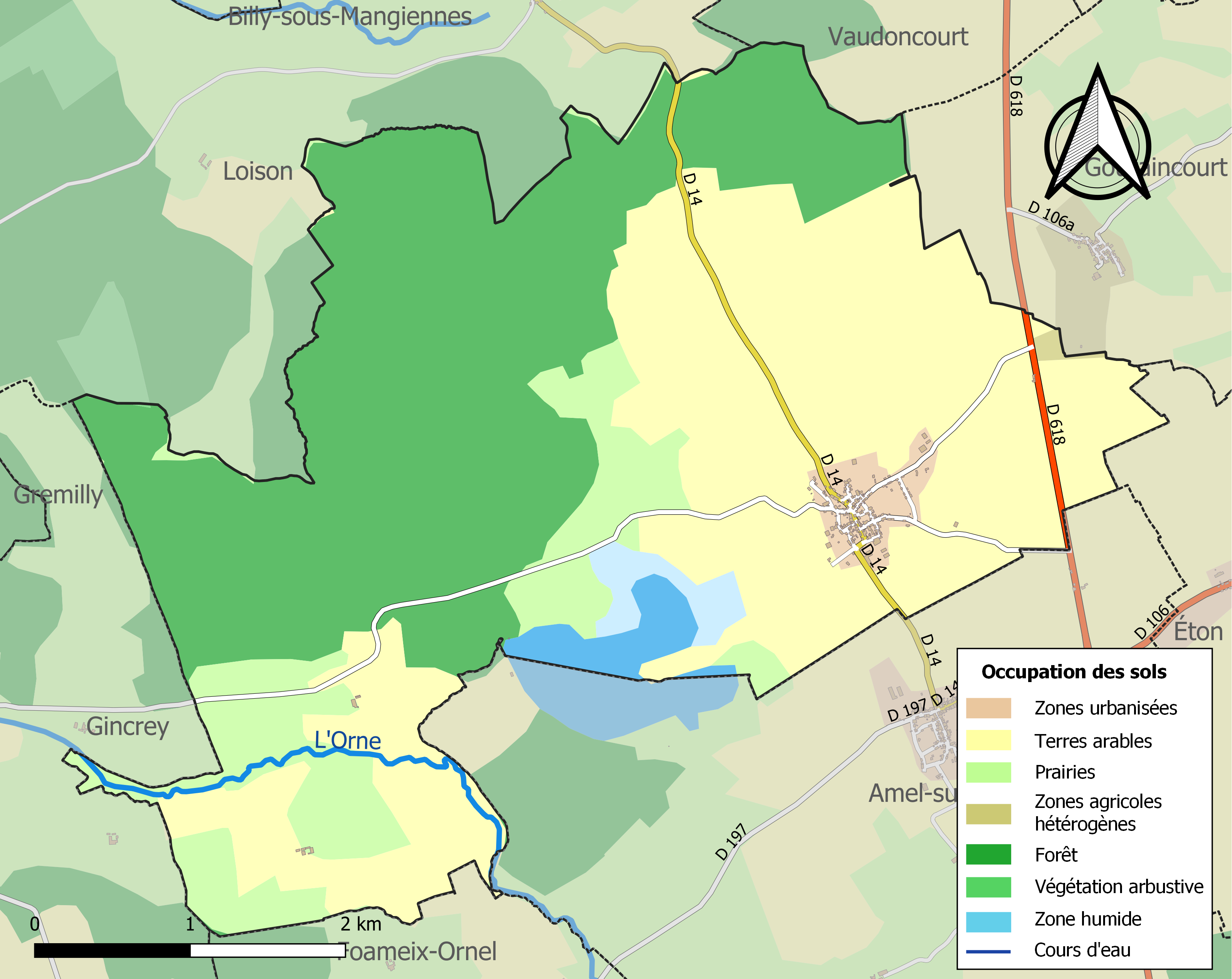
Carte des infrastructures et de l'occupation des sols de la commune en 2018 (CLC).

### Logements
En 2009, le nombre total de logements dans la commune était de 128, alors qu'il était de 112 en 1999. Parmi ces logements, 87,0 % étaient des résidences principales, 6,5 % des résidences secondaires et 6,5 % des logements vacants. Ces logements étaient pour 99,2 % d'entre eux des maisons individuelles et pour 0,8 % des appartements. La proportion des résidences principales propriétés de leurs occupants était de 75,7 %, celles des locataires étaient de 24,3 %.

## Toponymie
Le nom de la localité est attesté sous les formes Villa quæ Senon vocatur (1127) ; Senonensis ecclesia (1127) ; Altare præterea de Senon (1152) ; Cenon (1289) ; Senonium (1642) ; Seno (1738) ; Senons (1749).

Ce nom pourrait venir de celui du peuple gaulois des Sénons, « les Anciens », du gaulois senos signifiant « vieux, ancien »
- Voir aussi Senones, Senonnes.

## Histoire
En 1334, le comte de Bar, Edouard Ier avait soutenu dans sa lutte l'évêque de Verdun dont les droits étaient contestés par les bourgeois de sa ville. Les habitants de Senon et Amel s'étaient engagés aux côtés de leur seigneur. Pour les remercier, son petit-fils, Edouard II, donna à perpétuité le lundi 2 mai 1351 la propriété d'une forêt connue sous le nom de Bois du Raitaut de Pierville aux habitants de ces villages. Elle leur appartient toujours sous le nom de communauté des Embagneux (ou Ambagneux, on trouve les deux orthographes) et le Bois est connu depuis plusieurs siècles sous ce nom. Pour faire partie de la communauté il faut réunir deux conditions, descendre d'un Embagneux le terme en est venu à désigner les membres de la corporation et habiter l'un ou l'autre des deux villages.
Faisait partie du Barrois non mouvant avant 1790. Était rattaché au diocèse de Verdun.

## Politique et administration

### Administration municipale
Le maire actuel, Jocelyne Antoine-Malick, préside le conseil municipal. Le nombre d'habitants de la commune étant compris entre 100 et 499, le conseil municipal se compose de onze membres.
La commune de Senon est rattachée administrativement à l’arrondissement de Verdun et politiquement au canton de Spincourt représenté par le conseiller général Jean-Marie Missler (DVD) et à la deuxième circonscription de la Meuse représentée par le député Jean-Louis Dumont (PS).
La commune de Senon est membre de la communauté de communes du pays de Spincourt qui regroupe vingt-et-une communes et quatre communes associées.

### Liste des maires
| Période                                  | Période                   | Identité                                         | Étiquette | Qualité |
| ---------------------------------------- | ------------------------- | ------------------------------------------------ | --------- | --- |
| Les données manquantes sont à compléter. |                           |                                                  |           | |
| 1799                                     |                           | Jean-Nicolas Perette                             |           | |
| 1806                                     | 1816                      | Nicolas Schlette                                 |           | |
| 1835                                     |                           | Dominique Flocon                                 |           | |
| 1898                                     |                           | Jacques Quillot                                  |           | |
|                                          |                           |                                                  |           | |
| 1946                                     | 1965                      | Charles Roussel                                  |           | |
| 1965                                     | mars 1989                 | Jean Roussel                                     |           | |
| mars 1989                                |                           | Daniel Mutelet                                   |           | |
|                                          |                           | Georges Jacquot                                  |           | |
| mars 2001                                | mars 2008                 | Roger Valentin                                   |           | |
| mars 2008                                | En cours (au 25 mai 2020) | Jocelyne Antoine Réélue pour le mandat 2020-2026 | DVD       | Conseillère départementale du canton de Bouligny (depuis 2015), Sénatrice Union centriste depuis septembre 2023 |

### Finances locales
En 2012, la commune disposait d’un budget de 260 000 € dont 167 000 € de fonctionnement et 93 000 € d’investissement, financés à 14,17 % par les impôts locaux avec des taux d’imposition fixés à 5,06 % pour la taxe d'habitation et 3,30 % et 9,44 % pour la taxe foncière sur le bâti et le non-bâti. Cette même année, la dette cumulée de la commune s’élevait à 38 000 €.
L'Insee attribue à la commune le code 55 3 19 481. La commune de Senon est enregistrée au répertoire des entreprises sous le code SIREN 215 504 812.

### Services publics
La commune dispose d'une agence postale.
La sécurité de la commune est assurée par la brigade de gendarmerie nationale d'Étain.
Senon relève du tribunal d'instance de Verdun, du tribunal de grande instance de Verdun, de la cour d'appel de Nancy, du tribunal pour enfants de Verdun, du conseil de prud'hommes de Verdun, du tribunal de commerce de Bar-le-Duc, du tribunal administratif de Nancy et de la cour administrative d'appel de Nancy.

## Population et société

### Démographie

#### Évolution démographique
L'évolution du nombre d'habitants est connue à travers les recensements de la population effectués dans la commune depuis 1793. Pour les communes de moins de 10 000 habitants, une enquête de recensement portant sur toute la population est réalisée tous les cinq ans, les populations de référence des années intermédiaires étant quant à elles estimées par interpolation ou extrapolation. Pour la commune, le premier recensement exhaustif entrant dans le cadre du nouveau dispositif a été réalisé en 2006.

En 2022, la commune comptait 299 habitants, en évolution de −10,75 % par rapport à 2016 (Meuse : −4,4 %, France hors Mayotte : +2,11 %).
| 1793 | 1800 | 1806 | 1821 | 1831 | 1836 | 1841 | 1846 | 1851 |
| ---- | ---- | ---- | ---- | ---- | ---- | ---- | ---- | ---- |
| 412  | 454  | 460  | 520  | 608  | 678  | 696  | 748  | 768  |

| 1856 | 1861 | 1866 | 1872 | 1876 | 1881 | 1886 | 1891 | 1896 |
| ---- | ---- | ---- | ---- | ---- | ---- | ---- | ---- | ---- |
| 719  | 888  | 840  | 768  | 859  | 757  | 676  | 715  | 722  |

| 1901 | 1906 | 1911 | 1921 | 1926 | 1931 | 1936 | 1946 | 1954 |
| ---- | ---- | ---- | ---- | ---- | ---- | ---- | ---- | ---- |
| 634  | 662  | 614  | 329  | 410  | 403  | 374  | 339  | 313  |

| 1962 | 1968 | 1975 | 1982 | 1990 | 1999 | 2006 | 2011 | 2016 |
| ---- | ---- | ---- | ---- | ---- | ---- | ---- | ---- | ---- |
| 343  | 306  | 273  | 246  | 205  | 228  | 289  | 310  | 335  |

| 2021 | 2022 | - | - | - | - | - | - | - |
| ---- | ---- | - | - | - | - | - | - | - |
| 311  | 299  | - | - | - | - | - | - | - |

### Enseignement
Senon est située dans l'académie de Nancy-Metz. La ville administre une école élémentaire.

### Cultes

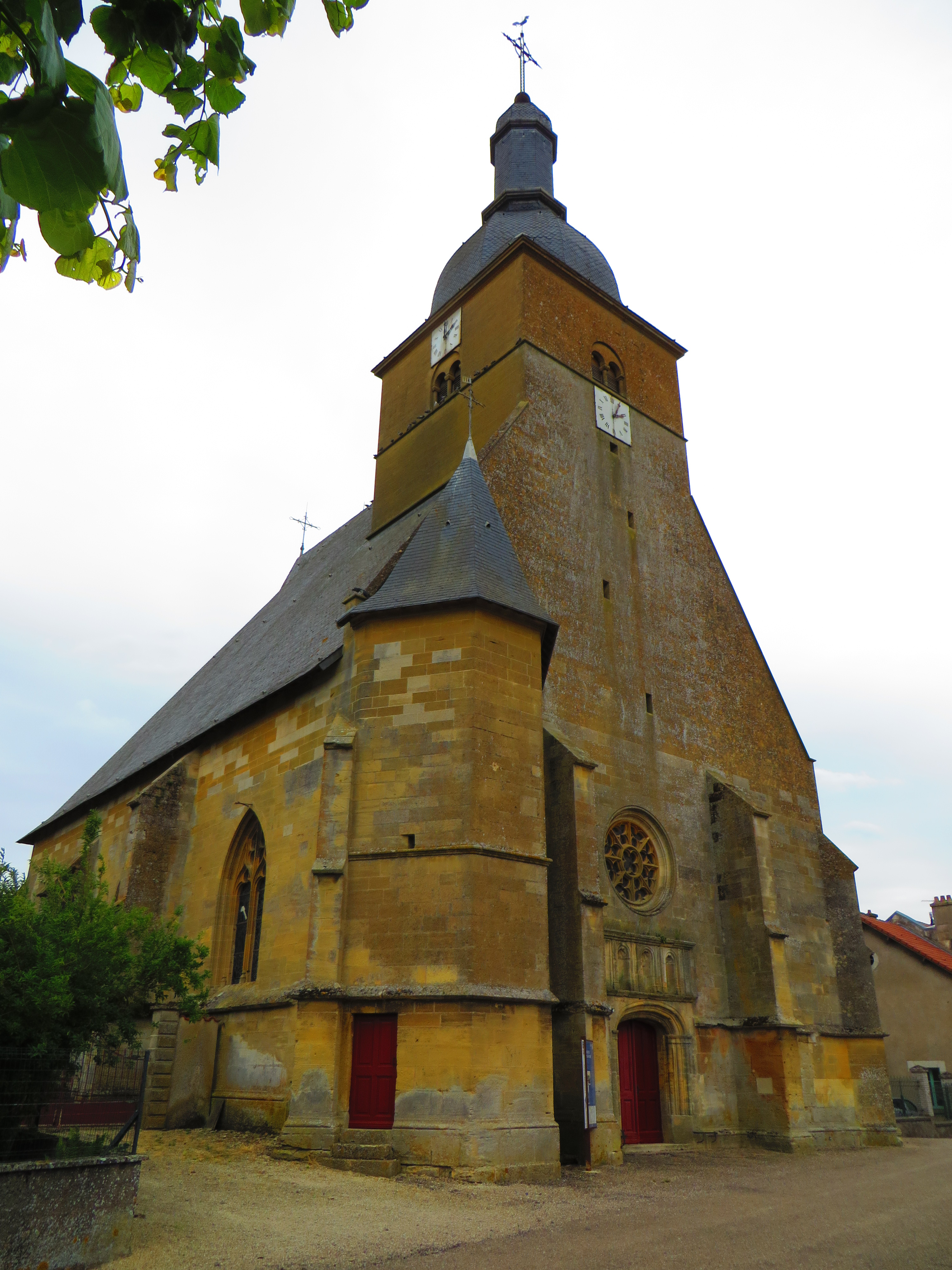
L'église Saint-Léonard.

Le territoire de la commune de Senon fait partie de la paroisse catholique « Saint-Michel du Val-d’Orne » au sein du diocèse de Verdun. Le lieu de culte est l'église Saint-Léonard.

## Culture locale et patrimoine

### Lieux et monuments
- L'église Saint-Léonard, construite en 1536[42]. Endommagée durant la Première Guerre mondiale elle est reconstruite avec une charpente en béton armé en 1930. Elle est classée à l'inventaire des monuments historiques depuis 1906[43].
- Monument aux morts.
- Stèle des fusillés.
- Deux plaques commémoratives sur la mairie: le mémorial du groupe aérien d'observation, septembre 1939-mai 1940 et le mémorial des victimes 28-8 et 1-9 1944.
- La place Eugène Antoine, mort à Dachau le 1er janvier 1945.
- Les vestiges archéologiques d'un vicus gallo-romain des Ier et IVe siècles, situés au lieu-dit le Bourge, sont classés à l'inventaire des monuments historiques depuis 1906[44]. Les fouilles dans ce fortin, entreprises par les Allemands, pendant la Première Guerre mondiale, ont fait l'objet de précieuses découvertes emportées en Allemagne et rapatriées en France, grâce à l'intervention de Charles Humbert sénateur à l'époque de la Meuse. Toutes ces pièces sont exposées au musée de la Princerie de Verdun[45].
- La réserve naturelle régionale de l'Étang d'Amel.

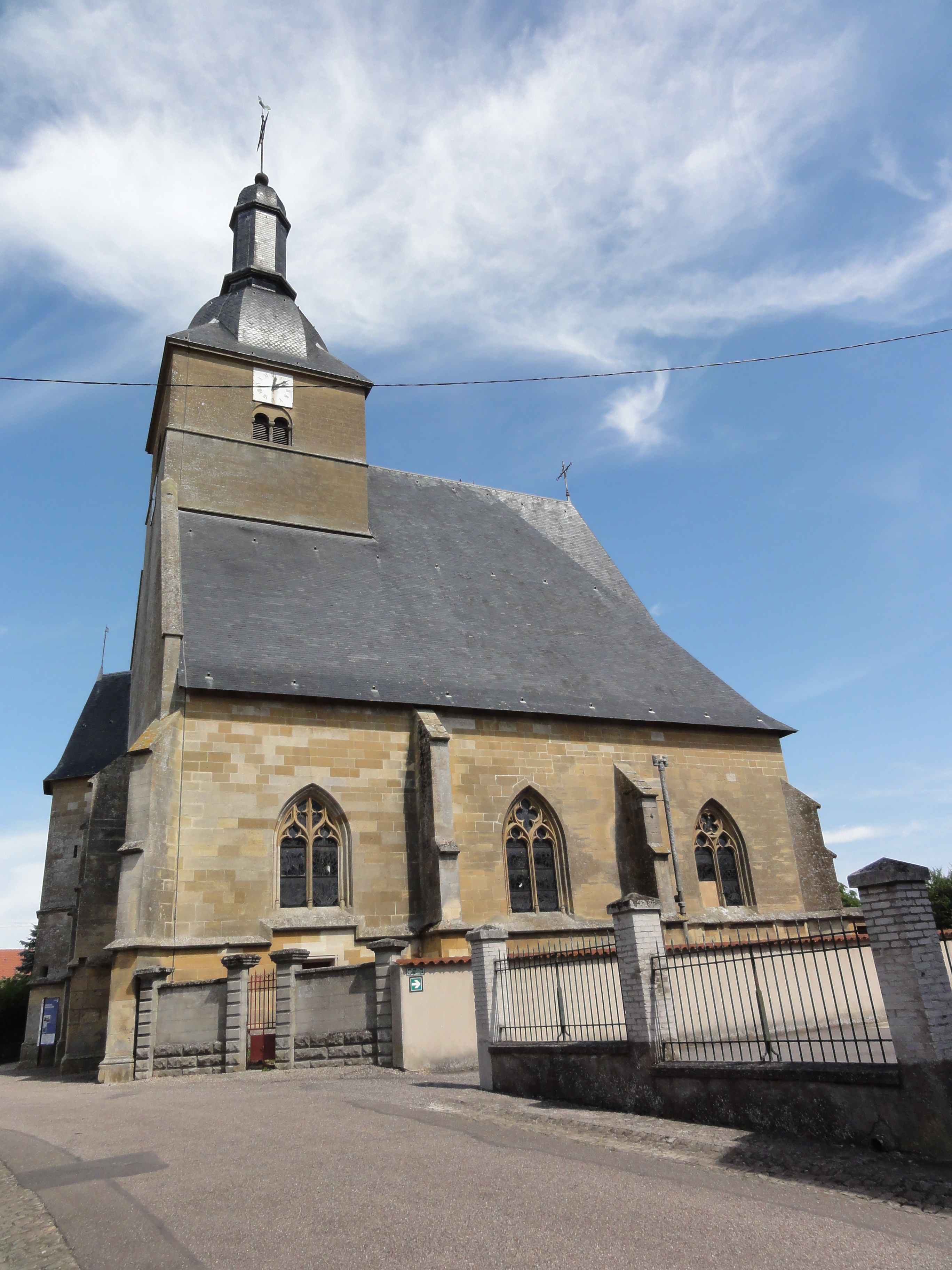
Église Saint-Léonard.
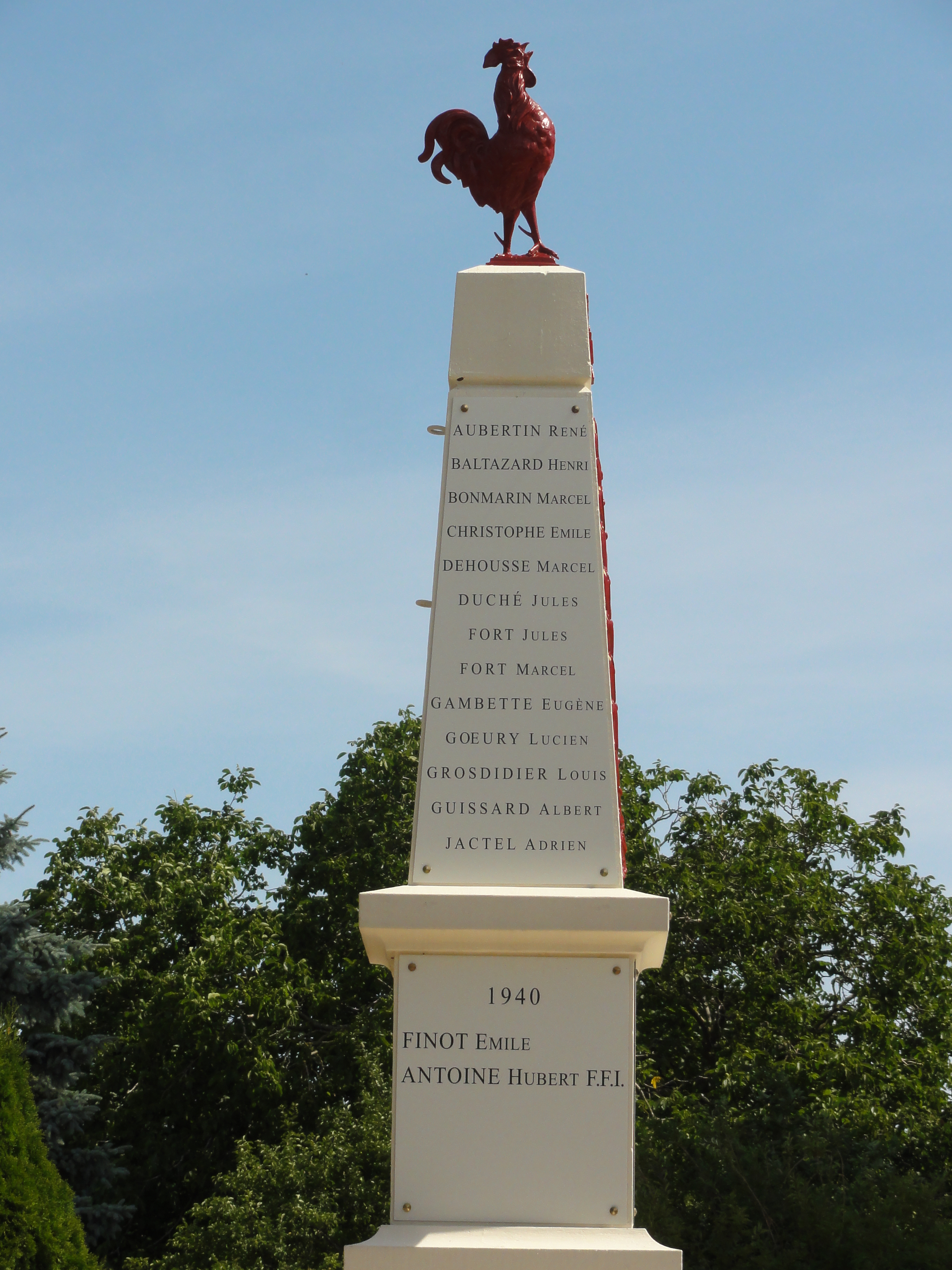
Monument aux morts.
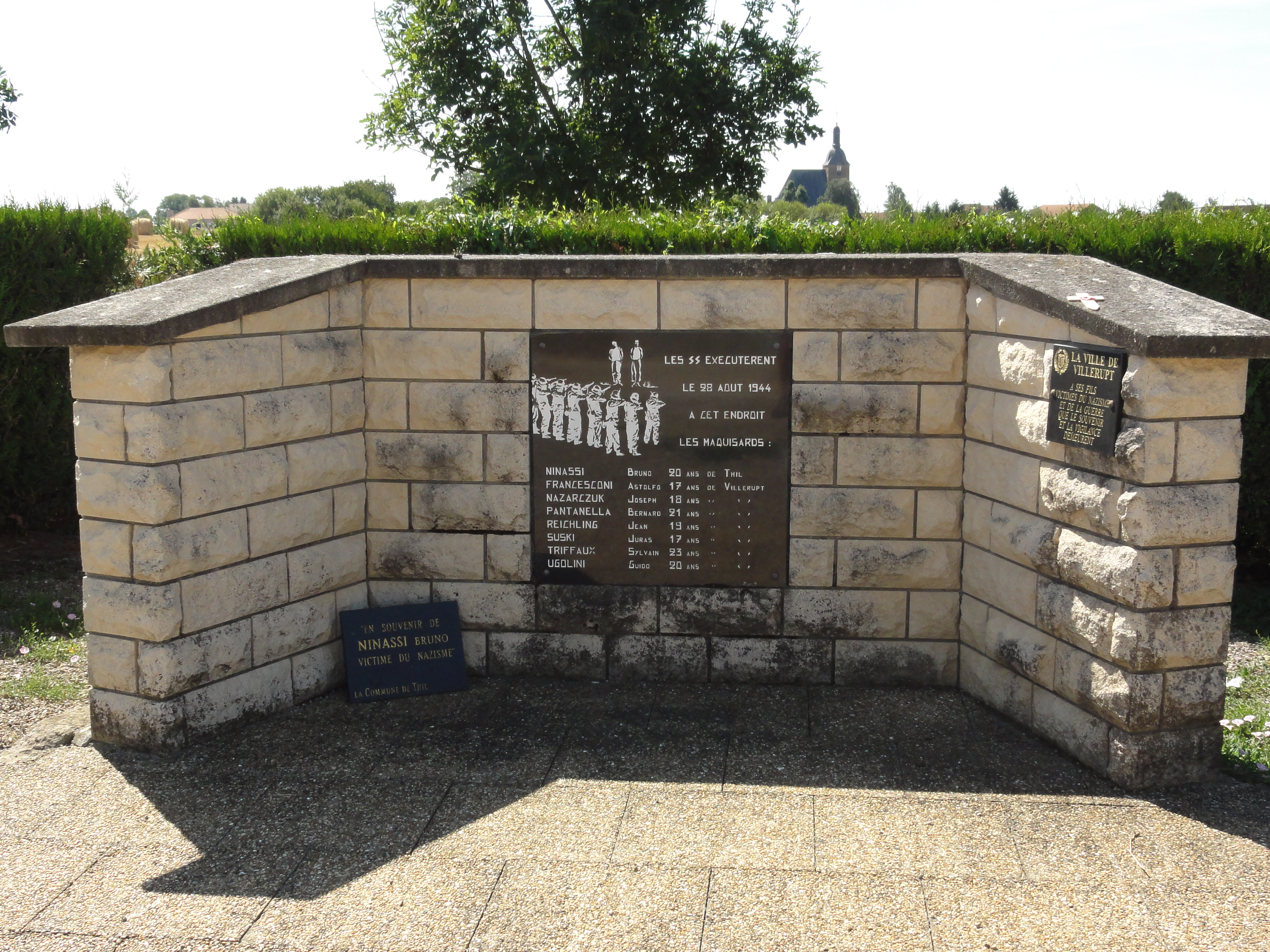
Stèle des fusillés.
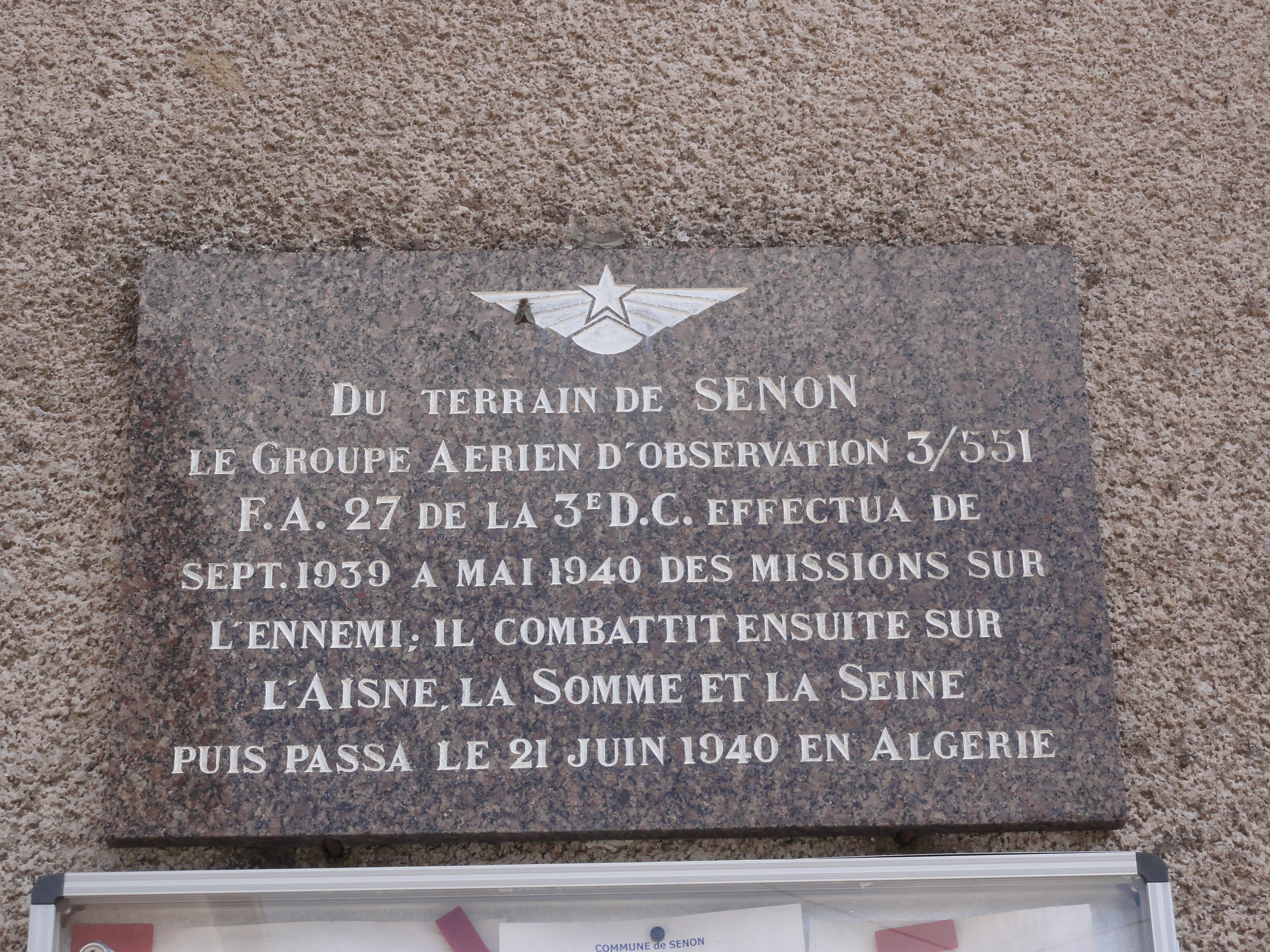
Plaque mémorial du groupe aérien.
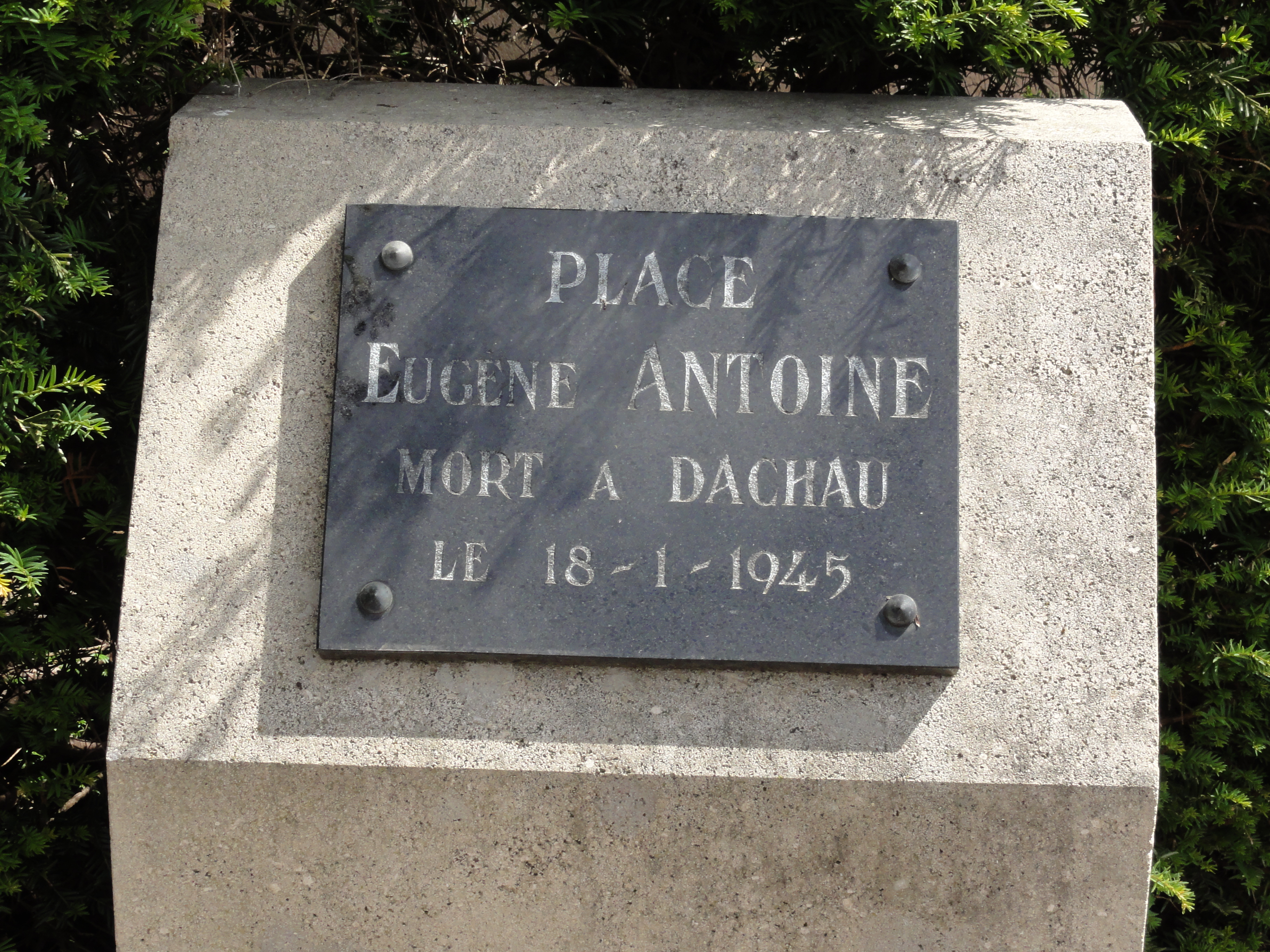
Plaque Place Eugène Antoine.

### Personnalités liées à la commune
- Léonard Lebondidier (1759-1837), général de brigade de la Révolution et de l'Empire, né dans la commune.
- Patrick Rezzonico (1954-2021), écrivain né à Senon, décédé à Verdun. Est une référence pour ce qui traite à la culture meusienne et le dialecte lorrain.